# Clube de Regatas Brasil
Der Clube de Regatas Brasil, in der Regel nur kurz CRB genannt, ist ein brasilianischer Sportverein aus Maceió, der rund 1 Million Einwohner zählenden Hauptstadt des nordostbrasilianischen Bundesstaates Alagoas. Die Farben des 1912 gegründeten Vereins sind Rot und Weiß.

## Geschichte
Gegründet wurde er am 20. September 1912 von Lafaiete Pacheco, einem ehemaligen Mitglied des Clube Alagoano de Regatas. Lafaiete Pacheco war unzufrieden mit seinem alten Verein und gründete deshalb den CRB.
1921 bezog CRB sein vereinseigenes Stadion. 1927 gewann der Klub bei der ersten Ausspielung den Titel des Staatsmeisters von Alagoas. Bis heute gewann CRB diesen Titel insgesamt 27 mal. Der Lokalrivale, mit dem sich CRB die Vorherrschaft im Staat teilt, Centro Sportivo Alagoano, kurz CSA genannt, hat dieser Tage allerdings neun Erfolge mehr in diesem Wettbewerb aufzuweisen (Stand 2019).
Eine bedeutende Ära der Vereinsgeschichte waren die Jahre von 1972 bis 1981, als CRB in neun Jahre sechs Mal national erstklassig war. Dieses gelang dem Klub danach nur noch 1984 und 86.

## Weitere Sportarten
Beim CRB wird noch eine Vielzahl weiterer Sportarten wie Basketball, Handball und Futsal ausgeübt. Einen großen Erfolg erreichten die Volleyballerinnen des Vereins, als diese 1969 den Südamerikapokal gewannen.

## Stadion

### Estádio Severiano Gomes Filho
CRB trug seine Heimspiele bis ca. 2006 im vereinseigenen Estádio Severiano Gomes Filho aus, mit dessen Bau bereits 1916, vier Jahre nach der Gründung des Vereins begonnen wurde und das 1921 eröffnet wurde. Das Stadion wird für gewöhnlich nach dem Stadtviertel, in dem es sich befindet, Pajuçara genannt und hat eine Kapazität von 6.000 Zuschauern. Der Zuschauerrekord datiert vom 25. Juli 1960, als Pelé mit dem FC Santos 8.000 Schaulustige anzog. CRB verlor die Partie mit 0:6.
Derzeit untergeht das nach einem Vereinspräsidenten der 1950er und 1960er benannte Stadion einer weitgehenden Renovierung und man erhofft sich zur Staatsmeisterschaft 2009 wieder auf der alten Heimstätte antreten zu können.

### Estádio Rei Pelé
Einstweilen teilt sich daher CRB mit dem Rivalen CSA das dem Staat gehörende Estádio Rei Pelé, das in der Regel nach dem Stadtviertel Trapiche da Barra Trapichão genannt wird. Das Vielzweckstadion wurde am 25. November 1970 mit einem Spiel einer Staatsauswahl gegen das mit dem Namensgeber angereiste Santos eröffnet. Das Spiel gewannen die Gäste mit 5:0 und die Zuschauerzahl dieses Tages von 45.865 wurde seither nicht mehr erreicht.
Das Trapichão wurde bis 1993 renoviert und wurde mit einem kleinen Sportmuseum ausgestattet, welches nach dem Helden des alagoanischen Fußballs, dem Nationalspieler Edvaldo Santa Rosa, genannt Dida, benannt ist. Bei der Renovierung wurde das Stadion komplett mit Sitzen ausgestattet und fasste danach 26.000 Zuseher. Bauartbedingt rosteten die Sitze aber im feucht-tropischen Klima bald durch. Aus Kostengründen entschloss man sich die Sitze zu entfernen, wodurch die Kapazität des Stadions auf 30.000 gesteigert werden konnte.

## Erfolge
Männer:
- Staatsmeisterschaft von Alagoas (35×): 1927, 1930, 1937, 1938, 1939, 1940, 1950, 1951, 1961, 1964, 1969, 1970, 1972, 1973, 1976, 1977, 1978, 1979, 1983, 1986, 1987, 1992, 1993, 1995, 2002, 2012, 2013, 2015, 2016, 2017, 2020, 2022, 2023, 2024, 2025

Frauen:
- Staatsmeisterschaft von Alagoas (1×): 2021